# Phenacoccus tibialis
Phenacoccus tibialis är en insektsart som beskrevs av Borchsenius 1949. Phenacoccus tibialis ingår i släktet Phenacoccus och familjen ullsköldlöss. Inga underarter finns listade i Catalogue of Life.